# توني لومباردي
توني لومباردي (بالإنجليزية: Tony Lombardi)‏ هو لاعب كرة قدم أمريكية أمريكي، ولد في 29 يناير 1962 في بارك فورست في الولايات المتحدة.